# اچ‌ام‌ان‌زداس اتاگو (پی۱۴۸)
اچ‌ام‌ان‌زداس اتاگو (پی۱۴۸) (به انگلیسی: HMNZS Otago (P148)) یک کشتی است که طول آن ۸۵ متر (۲۷۹ فوت) می‌باشد. این کشتی در سال ۲۰۰۶ ساخته شد.